# Brouwerij Den Herberg
Brouwerij Den Herberg is een Belgische huisbrouwerij te Buizingen (Halle) in de provincie Vlaams-Brabant.

## Geschiedenis
In 2006 werd door Bart Devillé en Ann Heremans met de opbouw van de brouwerij gestart in de gebouwen van de voormalige café-feestzaal “De Gouden Lantaarn”. Dit gebouw werd door hen in 2000 gekocht met de bedoeling een brouwerij te beginnen. De idee om een bijhorend café te openen om hun eigen bieren te verkopen, kwam pas later. Op 1 februari 2007 werd het café “Den Herberg” geopend en vanaf december 2007 was de brouwerij operationeel. Op 16 februari 2008 startte de officiële verkoop van de eerste bieren. De capaciteit van de brouwketel bedraagt 2000 liter en het bottelen gebeurt nog grotendeels handmatig.
In januari 2022 trad Den Herberg toe tot HORAL en deden ze voor de eerste keer mee met Toer de Geuze in het weekend van 30 april en 1 mei 2022.

## Bieren
- Den Herberg Amber, 5%
- Den Herberg Blond, 5,5%
- Den Herberg Bruin, 5,5%
- Den Herberg Tarwe, 5%
- Leeuwse Schutter, 6,2%
- Oude Geuze Devillé, 6,7%